# 1. općinska nogometna liga Slavonski Brod 1982./83.
1. općinsku nogometnu ligu Slavonski Brod za sezonu 1982./83.je osvojio "Borac" iz Sikirevaca. 
 U ligi je sudjelovalo 14 klubova, te je predstavljala ligu šestog stupnja prvenstva SFRJ.  

## Ljestvica
| mj. | klub                     | ut. | pob. | ner. | por. | gol+ | gol- | bod     |
| --- | ------------------------ | --- | ---- | ---- | ---- | ---- | ---- | ------- |
| 1.  | Borac Sikirevci          | 26  | 20   | 3    | 3    | 73   | 21   | 43      |
| 2.  | Omladinac Gornja Vrba    | 26  | 14   | 5    | 7    | 45   | 31   | 33      |
| 3.  | Graničar Brodski Varoš   | 26  | 14   | 4    | 8    | 50   | 32   | 32      |
| 4.  | Slaven Trnajni           | 26  | 12   | 6    | 8    | 40   | 41   | 30      |
| 5.  | Omladinac Staro Topolje  | 26  | 12   | 4    | 10   | 42   | 29   | 28      |
| 6.  | Dubrava Zadubravlje      | 26  | 10   | 8    | 8    | 45   | 34   | 28      |
| 7.  | Budainka Slavonski Brod  | 26  | 9    | 9    | 8    | 36   | 30   | 27      |
| 8.  | Sloboda Slobodnica       | 26  | 8    | 10   | 8    | 40   | 36   | 26      |
| 9.  | Sloga Vrpolje            | 26  | 8    | 10   | 8    | 33   | 39   | 26      |
| 10. | Bratstvo Vranovci        | 26  | 7    | 8    | 11   | 33   | 44   | 22      |
| 11. | Polet Stari Slatinik     | 26  | 4    | 12   | 10   | 30   | 46   | 20      |
| 12. | Slavonac Brodski Stupnik | 26  | 7    | 7    | 12   | 28   | 49   | 19 (-2) |
| 13. | Sloga Gundinci           | 26  | 8    | 1    | 17   | 41   | 71   | 17      |
| 14. | Posavac Ruščica          | 26  | 4    | 5    | 17   | 18   | 52   | 13      |

## Rezultatska križaljka
| kratica | klub                     | BOR | BRA | BUD | DUB | GRA | OMLGV | OMLST | POL | POS | SLAE | SLAO | SLOB | SLOGG | SLOGV |
| --- | ------------------------ | --- | --- | --- | --- | --- | ----- | ----- | --- | --- | ---- | ---- | ---- | ----- | ----- |
| BOR | Borac Sikirevci          |     |     |     |     |     |       |       |     |     |      |      |      |       |       |
| BRA | Bratstvo Vranovci        |     |     |     |     |     |       |       |     |     |      |      |      |       |       |
| BUD | Budainka Slavonski Brod  |     |     |     |     |     |       |       |     |     |      |      |      |       |       |
| DUB | Dubrava Zadubravlje      |     |     |     |     |     |       |       |     |     |      |      |      |       |       |
| GRA | Graničar Brodski Varoš   |     |     |     |     |     |       |       |     |     |      |      |      |       |       |
| OMLGV | Omladinac Gornja Vrba    |     |     |     |     |     |       |       |     |     |      |      |      |       |       |
| OMLST | Omladinac Staro Topolje  |     |     |     |     |     |       |       |     |     |      |      |      |       |       |
| POL | Polet Stari Slatinik     |     |     |     |     |     |       |       |     |     |      |      |      |       |       |
| POS | Posavac Ruščica          |     |     |     |     |     |       |       |     |     |      |      |      |       |       |
| SLAE | Slaven Trnajni           |     |     |     |     |     |       |       |     |     |      |      |      |       |       |
| SLAO | Slavonac Brodski Stupnik |     |     |     |     |     |       |       |     |     |      |      |      |       |       |
| SLOB | Sloboda Slobodnica       |     |     |     |     |     |       |       |     |     |      |      |      |       |       |
| SLOGG | Sloga Gundinci           |     |     |     |     |     |       |       |     |     |      |      |      |       |       |
| SLOGV | Sloga Vrpolje            |     |     |     |     |     |       |       |     |     |      |      |      |       |       |
| |                          |     |     |     |     |     |       |       |     |     |      |      |      |       |       |
| podebljan rezultat - utakmice od 1. do 13. kola (1. utakmica između klubova) rezultat normalne debljine - utakmice od 14. do 26. kola (2. utakmica između klubova) rezultat nakošen - nije vidljiv redoslijed odigravanja međusobnih utakmica iz dostupnih izvora rezultat smanjen * - iz dostupnih izvora nije uočljiv domaćin susreta prekrižen rezultat - poništena ili brisana utakmica p - utakmica prekinuta 3:0 p.f. / 0:3 p.f. - rezultat 3:0 bez borbe |                          |     |     |     |     |     |       |       |     |     |      |      |      |       |       |

 Izvori: 